# Double Dribble: The Playoff Edition
Pour les articles homonymes, voir Double Dribble.
Double Dribble: The Playoff Edition est un jeu vidéo de basket-ball sorti en 1994 sur Mega Drive. Le jeu a été développé et édité par Konami. Il est aussi connu sous les titres Hyperdunk et  Hyperdunk: The Playoff Edition
Il s'agit d'une version améliorée de Double Dribble.